# 1384
Évszázadok: 13. század – 14. század – 15. század
Évtizedek: 1330-as évek – 1340-es évek – 1350-es évek – 1360-as évek – 1370-es évek – 1380-as évek – 1390-es évek – 1400-as évek – 1410-es évek – 1420-as évek – 1430-as évek
Évek: 1379 – 1380 – 1381 – 1382 –  1383 – 1384 – 1385 – 1386 – 1387 – 1388 – 1389

## Események
- szeptember 3. – Lisszabont ostromolja a kasztíliai sereg.
- Mária magyar királynő megerősíti az Aranybullát
- Horváti Pál zágrábi püspök Nápolyba utazik és a lázadók nevében meghívja Kis Károlyt a magyar trónra.
- II. Fülöp burgundi herceg feleségül veszi a flandriai gróf lányát, ezzel megszerzi Flandriát és a burgund grófságot.
- október 15. – Hedviget királynővé koronázzák Lengyelországban.[1]
- Anjou Mária királynő oklevelében engedélyt adott Vezsenyi László étekfogómesternek, hogy barnagi uradalmának területén egy kővárat építsen birtokközpontul. Ez lett a későbbi Zádor-vár.

## Halálozások
- augusztus 6. – I. Ferenc leszboszi uralkodó (* ?)
- szeptember 20. – I. Lajos címzetes nápolyi király (* 1339).
- december 31. – John Wycliffe, angol teológus (* 1324 k.).